# Parthenicus micans
Parthenicus micans är en insektsart som beskrevs av Knight 1925. Parthenicus micans ingår i släktet Parthenicus och familjen ängsskinnbaggar. Inga underarter finns listade i Catalogue of Life.